# Vlasta Kálalová

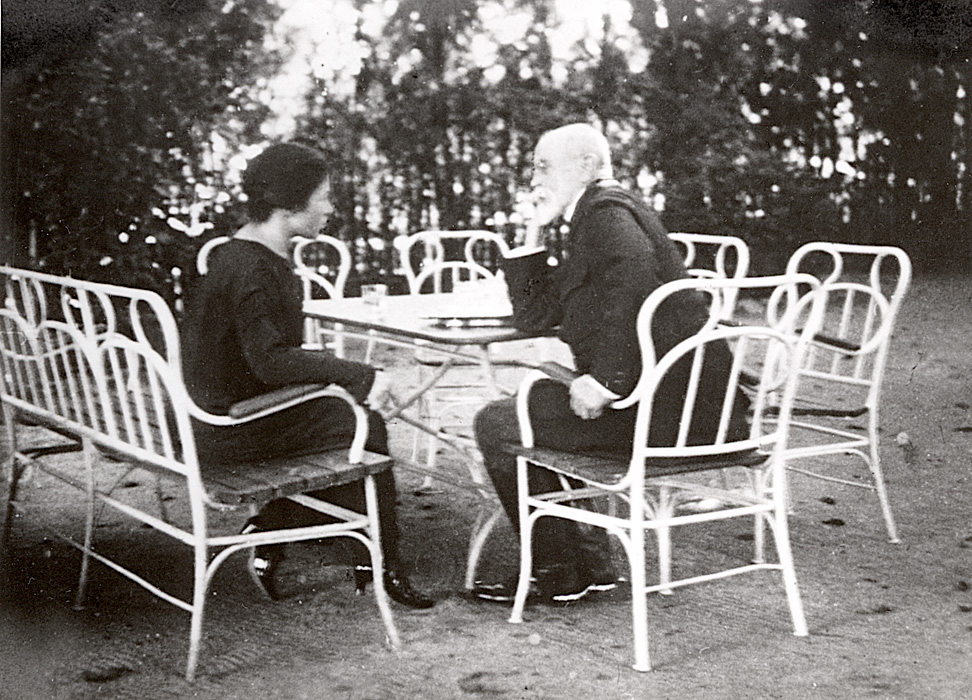
Vlasta Kálalová u T. G. M., Lány, podzim 1923

Vlasta Kálalová-di Lottiová (26. října 1896, Bernartice – 14. února 1971, Písek) byla česká lékařka, která se specializovala na tropické nemoci a věnovala se také entomologii. V letech 1925–1933 působila v Bagdádu, kde léčila i členy královské rodiny. Přispěla k výzkumu tropických nemocí a rozšířila rovněž sbírku Národního muzea o vzácné exempláře exotického hmyzu.

## Život a dílo

### Mládí a příprava na cesty
Narodila se v Bernarticích u Tábora v učitelské rodině. V sedmnácti letech mluvila anglicky, francouzsky, rusky, italsky, španělsky, německy a turecky. Zvolila si lékařskou fakultu, kde si vybrala chirurgickou specializaci.
Její život ovlivnila přednáška profesora Jaroslava Hlavy na téma exotická parazitologie, v níž se zmínil o potřebě zřízení speciálního pracoviště pro výzkum tropických chorob v Damašku či Bagdádu.
Pro splnění svého snu studovala arabštinu a perštinu, předplatila si turecký lékařský časopis, aby si osvojila medicínské názvosloví. Jako přípravu na exotické podnebí podnikala v nejparnějších dnech mnohakilometrové pochody. Napsala několik bezvýsledných žádostí o půjčku a zdálo se, že její sen se uskutečnit nepodaří. Prezidentova dcera Alice Masaryková, zakladatelka Československého červeného kříže, jí sjednala schůzku s T. G. Masarykem. Tehdy osmadvacetiletá lékařka vyprávěla o svých potížích se sháněním peněz a zmínila se i o tom, že má nějaké úspory. „Ty si schovejte, budete je potřebovat. Můj právní zástupce už má příkaz k úhradě výloh vaší cesty,“ prohlásil k jejímu velkému překvapení prezident. Postupně jí pro uskutečnění velkých plánů půjčil 244 tisíc korun, které během tří let dokázala do posledního haléře splatit. Ještě v roce 1924 odcestovala do Cařihradu na Kliniku Omara Paši.

### Pobyt v Bagdádu 1924–1932
Sehnat místo v některé z nečetných nemocnic bylo nemožné. Řešením byla pouze soukromá praxe. Kálalová se usadila v Bagdádu, kde ordinovala především pro muslimské pacientky, které se nesměly odhalit před cizím mužem. Mohla si tak brzy dovolit svou praxi rozšířit a 15. března 1925 otevřela v Bagdádu československou nemocnici. Koupila budovu v centru zvanou Burazanliu neboli Dům trubačů, kde založila sanatorium neboli mustausaf s dvaceti lůžky a téměř sedm let jej úspěšně vedla. Operovala i složité případy.
Její pověst se dostala až k panovníkovi emírovi Fajsalovi I. a Kálalová brzy léčila i některé členy královské rodiny.
Během pobytu v Iráku přispívala Vlasta Kálalová i k výzkumu tropických nemocí, jejichž vzorky posílala do Prahy. Když se ozvalo Národní muzeum s prosbou o pomoc při rozšiřování sbírky exotického hmyzu, stala se Kálalová také nadšenou entomoložkou a objevila i několik nových druhů. Zoologickému oddělení Národního muzea v Praze poslala sbírku obsahující půl milionu exemplářů. Starověké památky z její pozůstalosti jsou též ve sbírkách Náprstkova muzea.

### Rodina
Po svatbě s vnukem italských přistěhovalců, úředníkem státní správy v Iráku Giorgiem di Lottim, se manželům narodily dvě děti – Radbor (*1928) a Drahomila Lydia (*1931).  Kálalová ihned po porodu začala opět pracovat v nemocnici. Onemocněla však horečkou dengue a byla několik měsíců upoutána na lůžko.

### Návrat do Čech
Roku 1932 se vrátila do Čech, kde se po několika letech uzdravila. Velkou útěchou a zadostiučiněním pro ni byl zájem T. G. Masaryka. „Udělala jste v cizině Československu dobré jméno. A takový kus práce, že by to leckterý mužský nezastal,“ prohlásil tehdy prezident.
Okupaci v letech 1939–1945 prožila v rodných Bernarticích, kde si otevřela soukromou ordinaci. Dne 8. května 1945, poslední den druhé světové války v Evropě, ustupující němečtí vojáci v Bernarticích po nešťastné rozmíšce s místními povraždili více než tři desítky občanů. Vlasta Kálalová tak během chvíle přišla o celou rodinu. Zastřeleni byli manžel, syn i hospodyně Valerie Pančíková. Dcera Drahomila byla zavražděna úderem pažby do hlavy. Vlasta Kálalová unikla smrti jenom proto, že ji, ležící v tratolišti krve, vrazi považovali za mrtvou. Bezprostředně po tragédii se Kálalová věnovala pomoci válkou postižených mladých lidí, později začala znovu cestovat (USA, Norsko, SSSR, Itálie, ...). Své lingvistické znalosti rozšířila na čtrnáct jazyků. Jen jedním z nich už nikdy nepromluvila ani slovo: německy, jazykem vrahů své rodiny. Přednášela na mnoha místech v Evropě i ve Spojených státech.

### Žádost Klementu Gottwaldovi
Statečný postoj projevila MUDr. Vlasta Kálalová, když osobním dopisem žádala tehdejšího prezidenta Klementa Gottwalda, aby nepodepsal trest smrti pro Miladu Horákovou. Svůj postoj zdůvodnila právě tím, že jí nacisté zabili manžela a dvě děti. Obdobně vystoupila i ve prospěch dalších zatčených.

### Závěr života
Když Vlasta Kálalová-di Lottiová dne 14. února 1971 v 15.00 hodin zemřela, veřejnost o její existenci většinou nevěděla. Její úmrtí včetně životopisných údajů zaznamenaly Zdravotnické noviny.

## Ocenění

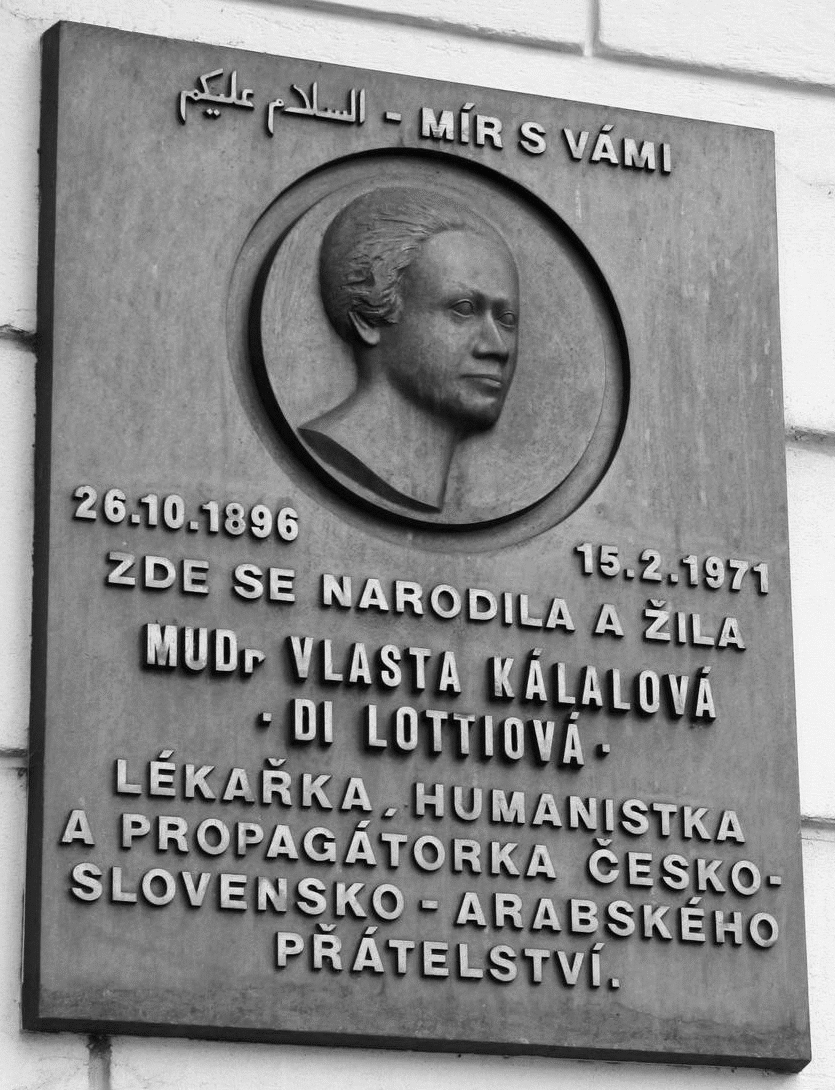
Pamětní deska na rodném domě MUDr. Vlasty Kálalové-di Lottiové v Bernarticích (odhalena v roce 1992)

- Všeobecně známou se Vlasta Kálalová stala až díky životopisné knize Ilony Borské. Spisovatelka stihla ještě v posledních letech lékařčina života zapsat a zaznamenat obrysy pohnutého příběhu a v roce 1978, po sedmi letech od jejího skonu, vyšel poprvé životopisný román Doktorka z domu Trubačů. Tato kniha se v roce 2009 zařadila hlasováním čtenářů na 70. místo ze sta nejoblíbenějších knih v anketě Kniha mého srdce.[11]

- V roce 1992 byla Vlasta Kálalová in memoriam vyznamenána Řádem T. G. Masaryka III. třídy.[12]

- Jejím jménem byla pojmenována planetka 66934, objevená roku 1999.[13]

- V roce 2007 byla zařazena mezi Významné české ženy ve světě.[14]